# Nucras livida
Nucras livida är en ödleart som beskrevs av  Smith 1838. Nucras livida ingår i släktet Nucras och familjen lacertider. Inga underarter finns listade i Catalogue of Life.